# Акао, Сатоси
Сатоси Акао (яп. 赤尾 敏 Акао Сатоси), более известен как Бин Акао (15 января 1899 года, Нагоя — 6 февраля 1990 года, Токио) — японский ультраправый политик, писатель, депутат парламента. Основатель националистической организации Патриотическая партия «Великая Япония». Идеолог японо-американского союза, жёсткий противник СССР. Правый экстремист, активный популист. Подозревался в причастности к политическому терроризму и криминальных связях.

## Левые увлечения молодости
Родился в семье предпринимателя. Рано увлёкся политикой. В молодости исповедовал социалистические взгляды, контактировал с коммунистическим подпольем. Занимаясь семейным бизнесом, вкладывал средства в социальные проекты, пытался основать социалистическое агропредприятие, участвовал в деятельности радикальных профсоюзов. Одновременно проявлял себя как литератор, писал романы в жанре социальной утопии. С середины 1920-х годов начал формулировать концепции национального и «императорского» социализма.
Был арестован за сбор средств у предпринимателей, квалифицированный как вымогательство. Находясь в заключении, разочаровался в левых идеях. Изучал буддийскую, конфуцианскую и христианскую философию. Проникся японским национализмом и крайним антикоммунизмом.

## В годы имперской экспансии
В начале 1930-х годов Акао активно участвовал в формировании крайне правых ультранационалистических организаций. Он возглавлял «Общество строителей государства», одну из структур «Всеяпонского совета совместной борьбы патриотических организаций» — правопопулистского движения по типу итальянской фашистской партии. В лозунгах Совета звучали не только антикоммунистические, но и антикапиталистические мотивы.
В годы Второй мировой войны поддерживал японскую экспансию, но возражал против нападения на США. Америку Акао считал форпостом против советского коммунизма. Из-за своей проамериканской позиции имел в правящих кругах репутацию своего рода «диссидента». В 1942 году был избран в нижнюю палату парламента.

## Ультраправый экстремизм
В начале послевоенной оккупации Акао был временно отстранён от политической деятельности. Вернулся к политике в начале 1950-х. В 1951 создал Патриотическую партию «Великая Япония». Программа партии совмещала японский национализм с проамериканским курсом на антикоммунистической и антисоветской основе и продолжала в новых условиях традиции 1930-х. Политическая структура Акао являлась составной частью оперативной праворадикальной сети, замкнутой на лидера ультраправых сил страны, видного деятеля ВАКЛ Ёсио Кодаму.
В партии существовало силовое подразделение, практиковавшее нападения на левых активистов. Акао упорно подозревался в связях с криминальными структурами — что являлось важной отличительной чертой всей системы Кодамы. В январе 1960 боевики партии Акао осуществили серию нападений и агитационных акций. После 12 октября 1960 года Акао был арестован по подозрению в организации убийства социалистического политика Инэдзиро Асанумы, противника японо-американского союза. «Великая Япония» была причислена к экстремистским организациям. Однако Акао вновь был освобождён за недостатком улик после самоубийства Отоя Ямагути, непосредственного исполнителя убийства Асанумы. Причём этот случай не стал последней силовой акцией ультраправых. В общей сложности Бин Акао 25 раз арестовывался за акты политического насилия.

## Антисоветский акцент
Впоследствии Акао действовал в рамках официальной законности. В частности, агитация осуществлялась посредством автопробегов под флагами Японии, США и Великобритании. Акао призывал укреплять японо-американский военно-политический союз для совместной борьбы с СССР. Он также был сторонником японо-британского сближения и сотрудничества с Южной Кореей против КНДР. Занимал крайне агрессивную позицию в вопросе о «северных территориях».

Коммунизм — наш враг, и, если мы его не уничтожим, коммунизм уничтожит нас. Крушите его! Он наш самый страшный враг! Сила спасёт мир на земле. И в таком вооружённом мире самыми сильными должны быть Америка и Япония. Военные базы — форпосты борьбы за мир — должны окружать Советский Союз. Красным удалось свернуть войну во Вьетнаме, но Вьетнамы будут ещё! Вьетнам — в Европе! Вьетнам — в Африке! Вьетнам — в Латинской Америке! Вьетнам везде, где есть красные! Моя мечта — увидеть в таком Вьетнаме японских солдат.

Сатоси Акао

Акао и его сторонники призывали к запрету японской компартии. Выдвигались лозунги «Отомстим СССР!», «Долой 1 мая!», «Поможем Израилю!» В 1982 году Акао организовал уличные акции в поддержку польского профсоюза «Солидарность», мотивируя это задачами антисоветской борьбы.

## Место в японской политике
Бин Акао и его структуры считались правоэкстремистскими маргиналами. Причастность к режиму 1930—1940-х годов, криминальная репутация, крайний радикализм исключали возможность интеграции Акао в официальную политическую элиту даже при совпадении позиций по ряду важных вопросов. Негативно относилась к Акао и большая часть японского общества, отторгавшая любой экстремизм.
В то же время правый радикализм Акао являлся неотъемлемым элементом японской политической жизни. Его действия были заметным фактором политики, который приходилось учитывать. Акао был харизматичным оратором, его выступления влияли на политизированную молодёжь. Ультраправые имели и свой устойчивый электорат. В 1989 году 90-летний Акао снова баллотировался в палату советников японского парламента.

Коммунистическая партия? Ничего страшного — суд и приказ о ликвидации. Социалистическая партия? Руководители да журналисты… Либерально-демократическая партия? Гнилые ребята. Банки по всей стране, руководители корпораций по тюрьмам. Нет, парни, так нельзя. Стране нужен хозяин… А я не думаю, что мне 90 лет. Это вы так думаете.

Сатоси Акао

Скончался Бин Акао в 1990 году, до конца жизни сохраняя политическую активность.
Установка Сатоси Акао на максимальное сотрудничество с США придавала некоторую специфику его программе (например, произраильский настрой). В целом же концепции Акао являлись разновидностью идеологии ВАКЛ.
Бин Акао — автор ряда книг, в том числе политологических эссе националистического, антисоветского и проамериканского характера.